# St. Ewaldi (Duisburg-Laar)

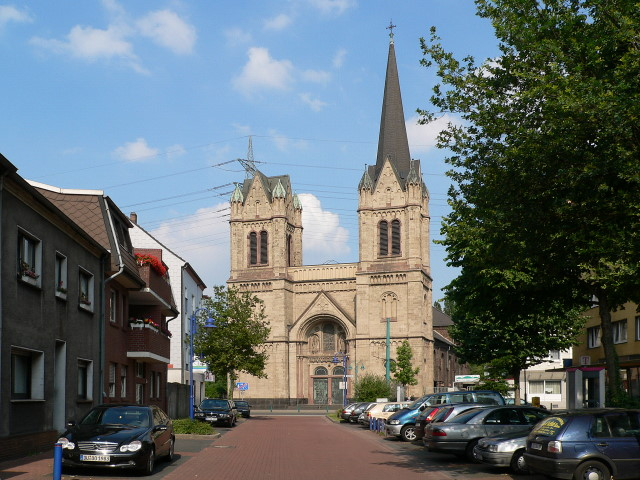
St. Ewaldi

Die Kirche St. Ewaldi ist eine römisch-katholische Kirche in Duisburg-Laar. Sie ist Kirchenort der Pfarrei St. Michael im Bistum Essen.

## Geschichte

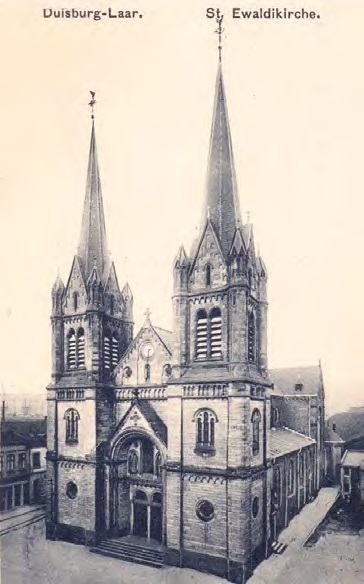
St. Ewaldi um 1910

Mit dem Bau des Phoenix-Hüttenwerks in den 1850er Jahren begann in der einstigen Bauerschaft Laar ein rapides Bevölkerungswachstum. Eine erste katholische Kirche bestand seit 1874. 1892 wurde Laar zur selbständigen Pfarrei erhoben. 1898 bauten die Architekten Richard Odenthal und Carl Rüdell an der heutigen Friedrich-Ebert-Straße die neuromanische Kirche St. Ewaldi. Das Patrozinium der heiligen Brüder Ewaldi, Sachsenmissionare im 7. Jahrhundert, bezieht sich darauf, dass möglicherweise Laar und nicht Laer im Münsterland der Ort ihres Martyriums war.
Wegen ihrer beiden stattlichen Türme wurde die Kirche auch „Laarer Dom“ genannt. Nach Schäden im Zweiten Weltkrieg blieb der Nordturm ohne Helm, und das ursprünglich basilikale Langhaus wurde vereinfacht und mit niedrigerem Mittelschiff wiederaufgebaut.